# MADI-01
MADI-01 – prototyp bolidu do Formuły 1 zaprojektowany w 1973 roku przez Stanisława Gess-de-Kalv. Pojazd nigdy nie brał udziału w zawodach Grand Prix.

## Historia[1][2]
W 1973 roku inżynier MADI (Moskowskij Awtomobilno-Dorożnyj Instytut) i kierowca wyścigowy, Stanisław Gess-de-Kalve, rozpoczął budowę samochodu wyścigowego spełniającego normy Formuły 1. Bolid ten, ochrzczony od nazwy instytutu MADI-01, był zainspirowany bolidem Lotus 72 - nadwozie miało podobne kształty i malowanie, a oznaczony był numerem 41 (którego pojazdy powstałe w instytucie używają do dziś). Mechanika pojazdu była oparta na podzespołach Wołgi, toteż wyposażony w zmodyfikowany silnik GAZ (V6 2998cm3, 5400 obr./min) bolid rozwijał moc zaledwie 125 koni mechanicznych (w roku 1973 bolidy F1 osiągały moc ok. 400 koni mechanicznych). Pojazd miał rozstaw osi 2280 mm, ważył 736 kg i osiągał prędkość maksymalną 204 km/h.
Pojazd wziął udział w kilku wyścigach sowieckich serii wyścigowych, podczas których pojazd prowadził sam Gess-de-Kalve, o pojeździe słuch zaginął, a informacje o jego dalszych losach są sprzeczne.